# Ulmus castaneifolia
Ulmus castaneifolia — вид квіткових рослин з родини в'язових (Ulmaceae). Поширення: Південний Китай.

## Біоморфологічна характеристика
Це дерево заввишки до 20 метрів, в діаметрі до 50 см, листопадне. Кора від блідо-сірої до чорнувато-коричневої, товста, з корковим шаром, поздовжньо тріщинувата. Гілочки товсті, безкрилі та зазвичай без коркового шару, з сочевицями від жовтого до коричнево-жовтого кольору; гілочки першого року від білих до червонувато-коричневих, густо ворсинчасті; гілочки другого року сірувато-коричневі до темно-коричнево-сірих, ± запушені або голі. Ніжка листка 1–12 мм, густо запушена. Листкова пластинка довгасто-еліптична, вузькоеліптична, довгасто-яйцеподібна, обернено-довгаста або обернено-яйцеподібно-еліптична, 8–15 × 3.5–6.5 см, знизу густо запушена та з пушковими волосками в пазухах жилок, зверху гладка або ± шорстка, в молодості густо волосиста, а з віком гола, але ± запушена на головних вторинних жилках, основа чітко коса, край подвійно пилчастий, верхівка довго гостра до загостреної; головні вторинні жилки вдавлені; вторинних жилок 16–35 з кожного боку від середньої жилки. Суцвіття зібрані в пучки на гілочках другого року. Оцвітина 4- або 5-лопатева, гола або по краю війчаста. Крилатки рудувато-коричневі, довгасто-оберненояйцеподібні, оберненотрикутно-оберненояйцеподібні або оберненояйцеподібні, 1.6–3 × 1–1.6 см, голі за винятком запушення на рильцеподібній поверхні у виїмці; ніжка коротша за оцвітину, густо запушена; оцвітина стійка. Насіння ближче до верхівки крилатки. Цвітіння й плодіння: лютий — квітень.

## Середовище
Населяє широколистяні ліси на висотах 500–1600 метрів.